# Kleba
Kleba ist der nördlichste Ortsteil der Marktgemeinde Niederaula im osthessischen Landkreis Hersfeld-Rotenburg. Er liegt nordwestlich des Hauptortes in der Region Waldhessen.

## Geschichte
Erstmals urkundlich erwähnt wird der Ort im Jahre 1361. Damals wurde das Dorf Zu Cleben genannt. Erst im 15. Jahrhundert entwickelte sich der Ortsname zum heutigen Kleba.
Zum 31. Dezember 1971 wurde die bis dahin selbständige Gemeinde Kleba auf freiwilliger Basis in die Gemeinde Niederaula eingegliedert.  Für den Ortsteil Kleba wurde ein Ortsbezirk mit Ortsbeirat und Ortsvorsteher nach der Hessischen Gemeindeordnung eingerichtet.
Das Dorf war am 22. August 1977 gegen 15.00 Uhr von einem Dammbruch der Staumauer des Ibrasees betroffen.
Der Hochwasser-Stauinhalt von 500.000 m³ Wasser ergoss sich in einer bis zu drei Meter hohen Flutwelle durch das Tal.

## Politik
Für den Ortsteil Kleba besteht ein Ortsbezirk (Gebiete der ehemaligen Gemeinde Kleba) mit Ortsbeirat und Ortsvorsteher nach der Hessischen Gemeindeordnung. Der Ortsbeirat besteht aus fünf Mitgliedern. Nach den Kommunalwahlen in Hessen 2021 gesteht der Ortsbeirat aus fünf fraktionslosen Mitgliedern. Diese wählten Ramona Baumgardt zum Ortsvorsteher.

## Bauwerke
Für die unter Denkmalschutz stehenden Kulturdenkmale des Ortes siehe die Liste der Kulturdenkmäler in Kleba.

## Infrastruktur
Den Busverkehr stellt die Regionalverkehr Kurhessen GmbH sicher. Im Ort gibt es ein Dorfgemeinschaftshaus.
In der Nähe des Ortsteils verläuft die 880 m lange Aula-Talbrücke.